# Cordyline obtecta
Cordyline obtecta (Engels: Three Kings cabbage tree of Norfolk Island cabbage tree) is een soort uit de aspergefamilie (Asparagaceae). Het is een palmachtige, kleine boom met veel rechtopstaande takken of meerdere stammen waaraan bosjes taaie, lange, smalle, puntige bladeren groeien. De bladeren zijn 60 tot 65 centimeter lang en 5,5 tot 7 centimeter breed. Meestal zijn de bladeren van deze boom rechtopstaand; oudere bladeren gaan meer naar beneden hangen. De bloemen zijn sterkgeurend en de vruchtjes zijn klein en witkleurig. 
De soort komt voor in het noordelijke deel van het Noordereiland van Nieuw-Zeeland en op het eiland Norfolk, gelegen in de Stille Oceaan tussen Nieuw-Zeeland, Nieuw-Caledonië en Australië. In Nieuw-Zeeland groeit de soort op de Driekoningeneilanden, op het noordelijkste punt van het Noordereiland en op de Poor Knights-eilanden.